# Shanghaï Belleville
Pour plus de détails, voir Fiche technique et Distribution.
Shanghaï Belleville est un film français réalisé par la documentariste taiwanaise Lee Show-chun, tourné en 2011 et sorti en 2015.

## Fiche technique
Sauf indication contraire, les informations mentionnées dans cette section peuvent être confirmées par la base de données cinématographiques IMDb,  présente dans la section « Liens externes ».
- Titre : Shanghai Belleville
- Réalisation : Lee Show-chun
- Scénario : Pierre Chosson, Lee Show-chun
- Photographie : Thierry Arbogast
- Montage : Benoît Quinon
- Production : Juliette Grandmont
- Musique : Bachar Khalifé
- Pays d'origine :  France
- Langue originale : mandarin et français
- Format :
- Genre : drame
- Durée :  87 minutes
- Dates de sortie :
  - France : 30 décembre 2015

## Distribution
- Anthony Pho
- Martial Wang
- Carole Lo
- Alice Yin
- Olivier Chen
- Jacques Boudet